# Purmamarca
Purmamarca es una localidad del departamento de Tumbaya, en la provincia Jujuy de Argentina.

## Etimología y Geografía
El pueblo de Purmamarca, (en lengua aimara purma significa desierto y marca ciudad, literalmente "ciudad del desierto", en el sentido de tierra inculta, de allí que la traducción más adecuada sea "pueblo de la Tierra Virgen"). El origen del nombre puede deberse a los pueblos de la etnia omaguaca. 
Purmamarca se encuentra atravesada por la Ruta 52, a 3 km al oeste de la Ruta 9, a 65 km de San Salvador de Jujuy y a 25 km de Tilcara.
Quizás sea el más pintoresco pueblo de la quebrada de Humahuaca aunque geográficamente pertenezca a otra quebrada transversal homónima, rodeada por sierras multicolores. La ancha Quebrada de Purmamarca, semeja un gran valle frente al río Grande. Son típicos los cardones  del ecosistema de los cerros y dan una característica propia a la región.

## Economía
Antiguamente relegado de los ejes comerciales de la provincia de Jujuy, la zona tomó hace unos años un modesto impulso económico a raíz de dos acontecimientos distintos aunque vinculados:
Por un lado, el pueblo ha quedado integrado en el llamado eje Capricornio, parte del corredor bioceánico del Mercosur, siendo la quebrada donde se asienta la localidad zona de tránsito, vía la cuesta del Lipán, al Paso de Jama, único paso del eje completamente asfaltado y transitable todo el año. Si bien el paso no ha generado actividades económicas de servicio vinculadas al mismo en el pueblo, ha abierto una ruta al turismo trasandino.[cita requerida]
Por otro lado, la declaración de la Quebrada de Humahuaca como  Patrimonio de la Humanidad ha aumentado también la actividad turística en la zona. Al respecto tanto las características de los habitantes del pueblo, conservadores respecto de su tradicional y tranquilo estilo de vida y del estilo arquitectónico del pueblo, cuanto las bellezas naturales de su entorno (el pueblo se halla al pie del cerro de los siete colores y desde él parte el paseo de los Colorados) convierten a la villa en un magnífico lugar de descanso y contemplación.[cita requerida]
Vinculadas a este movimiento turístico las actividades económicas del pueblo son la confección y venta de artesanías, la pequeña hostelería y el alquiler de tours a las regiones cercanas sobre todo a las Salinas Grandes y la Laguna de Guayatayoc, espejo de agua en plena puna donde pueden observase distintas especies de aves, entre ellas una especie endógena de flamencos rosados.[cita requerida]

## Historia

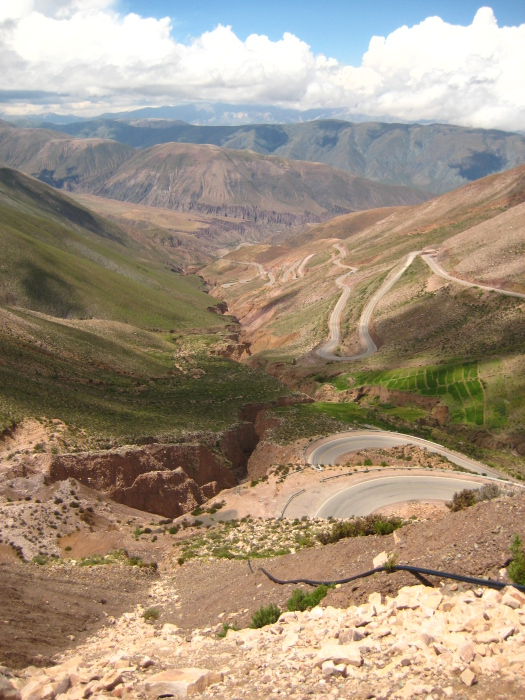
Cuesta del Lipán, corredor a Chile.

El poblado arrastra una tradición milenaria y ya existía en los tiempos de la conquista. La iglesia es de 1648 con un bello dintel en su puerta principal. Consagrada a Santa Rosa de Lima, su fiesta patronal se celebra el 30 de agosto, cuenta con actos religiosos, sikuris, misachicos con acompañamiento de erkes y bombos. Fue declarada Monumento Histórico Nacional en 1941, de arquitectura sencilla, muros de adobe, techo de cardón y torta de barro, una nave única y angosta. En el interior hay pinturas de la Escuela Cuzqueña del s XVIII, y objetos de valor artístico. Abre de lunes a sábados de 8 a 12:30 y de 16 a 20. Domingos 9 a 12 y de 18 a 21.[cita requerida]

## Población
Cuenta con 891 habitantes (Indec, 2010), lo que representa un incremento del 74% frente a los 510 habitantes (Indec, 2001) del censo anterior.
| Gráfica de evolución demográfica de Purmamarca entre 1991 y 2010 |
|                                                                  |
| Fuente: Censos nacionales del INDEC]]                            |

## Turismo
El entorno de Purmamarca es bellísimo: el cerro de los siete colores y el río Purmamarca. La imponente belleza de los cerros "rojos" del paseo de los Colorados es un recorrido obligado para todos. Se realiza en vehículo, o a pie. Se ingresa desde la entrada del pueblo, son 4 km y para peatones, existen caminos secundarios y cortadas.

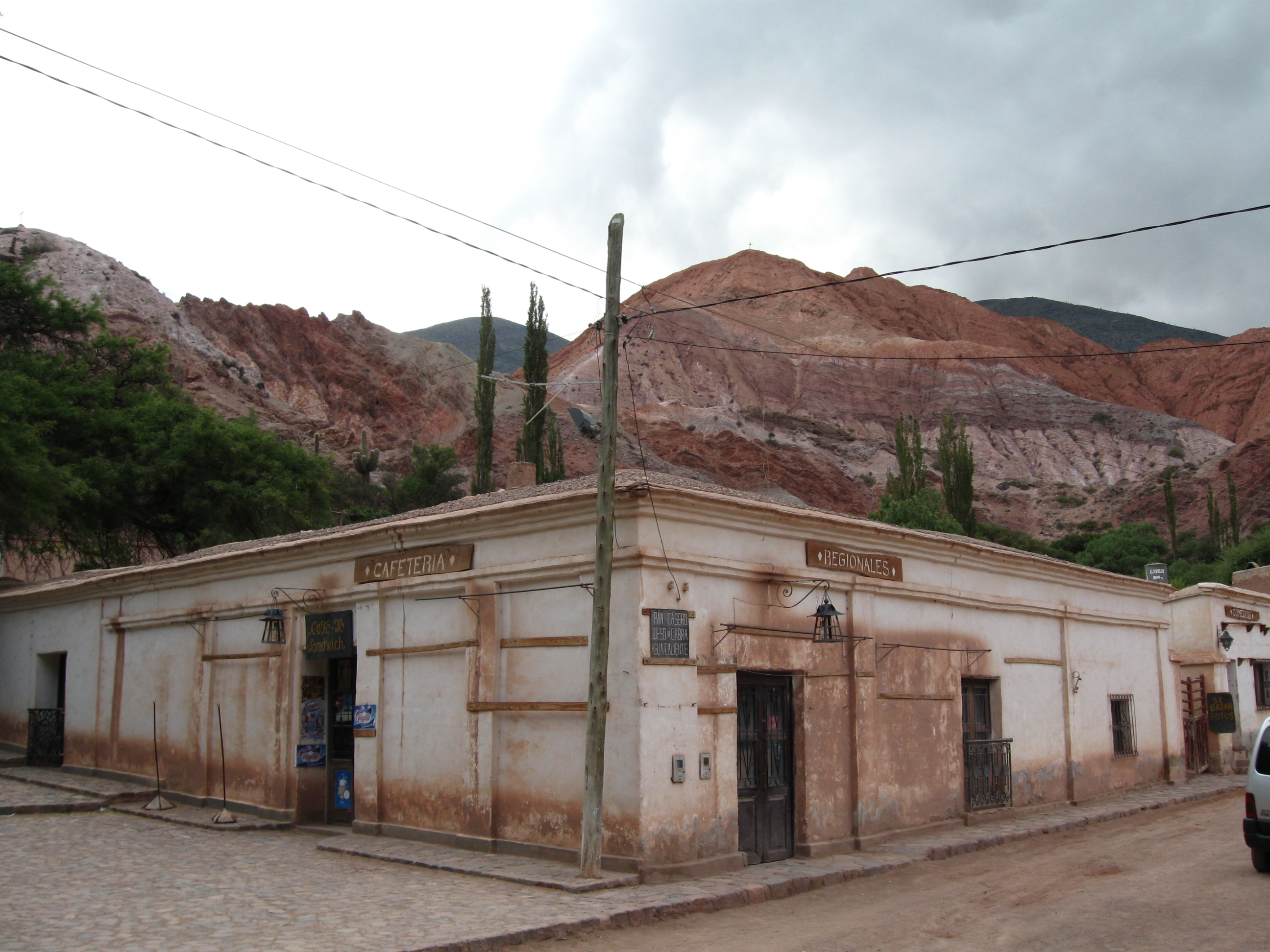
Calle de Purmamarca con el cerro de los 7 Colores detrás.

La Feria Artesanal funciona en forma permanente. A poca distancia hacia Susques, está el yacimiento arqueológico de Huachichocana.
Desde el mismo pueblo parten excursiones hacia las Salinas Grandes y la Laguna de Guayatayoc, reserva aviaria donde pueden observarse flamencos rosados (Guayatayoc deriva del quichua guayata [wayata o huayata], un ganso salvaje de la zona, y yok que significa donde hay, siendo entonces el lugar donde hay guayatas), todos estos tours atraviesan la cuesta del Lipán, que ya es en sí un atractivo turístico de naturaleza imponente.
El culto a los muertos tiene una gran importancia para los habitantes de los pueblos de la quebrada. Visitar el cementerio es un encuentro con el pasado y sensaciones encontradas en la originalidad de las construcciones en honor al difunto.[cita requerida]

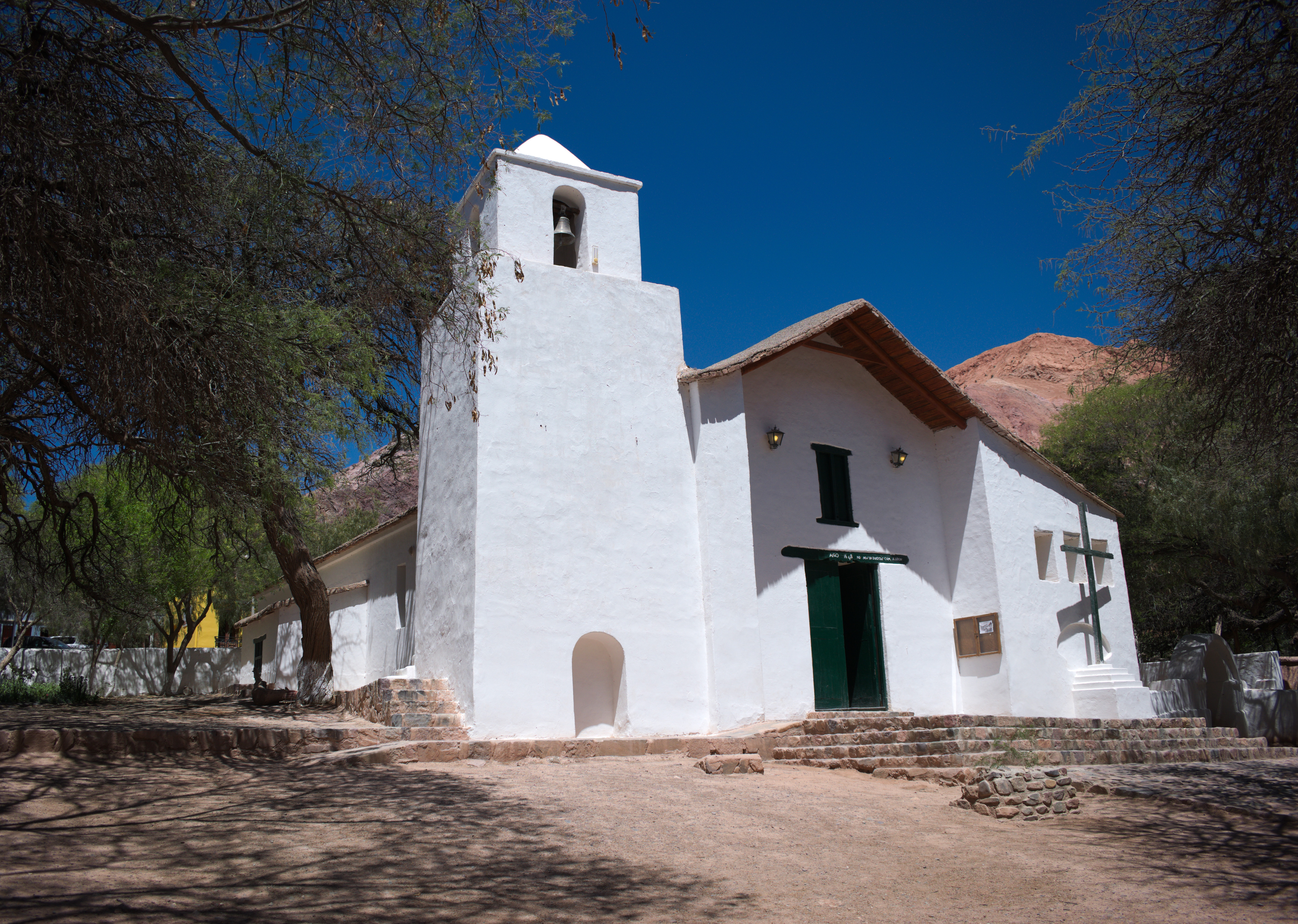
Fachada de la parroquia de Santa Rosa de Lima

## Defensa Civil

### Sismicidad
La sismicidad del área de Jujuy es frecuente y de intensidad baja, y un silencio sísmico de terremotos medios a graves cada 40 años.
- Sismo de 1863: aunque dicha actividad geológica catastrófica, ocurre desde épocas prehistóricas, el terremoto del 4 de enero de 1863 (162 años),[7] señaló un hito importante dentro de la historia de eventos sísmicos jujeños, con 6,4 Richter. Pero nada cambió extremando cuidados o restringiendo códigos de construcción.[6]
- Sismo de 1948: el 25 de agosto de 1948 (76 años) con 7,0 Richter, el cual destruyó edificaciones y abrió numerosas grietas en inmensas zonas.[7][6]
- Sismo de 2009: el 6 de noviembre de 2009 (15 años) con 5,6 Richter.